# Лавровое (Сумская область)
Лавровое (укр. Лаврове) — село в Хоружевском сельском совете Недригайловского района Сумской области Украины.
Код КОАТУУ — 5923586704. Население по переписи 2001 года составляло 85 человек .

## Географическое положение
Село Лавровое находится в 1,5 км от правого берега реки Биж. На расстоянии в 1 км расположено село Шматово. По селу протекает пересыхающий ручей с запрудой.